# تايرت نبعقوق (تافجيغت)
تايرت نبعقوق هو دُوَّار يقع بجماعة تافجيغت، إقليم صفرو، جهة فاس مكناس في المملكة المغربية. ينتمي الدوّار لمشيخة تافجيغت التي تضم 10 دواوير. يقدر عدد سكانه بـ 218 نسمة حسب الإحصاء الرسمي للسكان والسكنى لسنة 2004.

## روابط خارجية
- البوابة الوطنية للجماعات الترابية نسخة محفوظة 12 مارس 2018 على موقع واي باك مشين.
- المندوبية السامية للتخطيط